# 馬居寺
馬居寺（まごじ）は、福井県高浜町にある高野山真言宗の寺院。山号は本光山。本尊は馬頭観音。
北陸三十三ヵ所観音霊場の第2番札所。若狭観音霊場の第30番札所。

## 歴史
もと西光寺と号し、中世には東寺の末寺であったことが古文書から知られるが創建の事情・時期等については不明である。本尊の馬頭観音像は平安時代末期、12世紀にさかのぼる作と見られ、遅くともその頃には寺観が整っていたものと見られる。
寺伝では推古天皇27年（西暦619年）聖徳太子の開創と言い、延宝3年（1675年）成立の『若州管内社寺由緒記』にも聖徳太子の創建を伝えるが、伝承の域を出ない。縁起によれば、「あるとき太子は摂政の御役目を帯びて御愛馬甲斐の黒駒に召され、当地方御巡行の道すがら、馬を下り海辺に歩を進めて、しばし御休息をとられた。ちょうどそのとき彼方山上に御愛馬のいななくを聞かれた。それと刻を同じくして、時ならぬ一大光明がそのあたりに輝くのを見たまい、この処こそ我日頃求めていた霊地なりとして、太子自ら馬頭観世音菩薩像を御刻みになり、堂を建て、ここにその像を安置し、御乗馬の居たところであることと、大光明の奇異があらわれた」とある。

## 文化財
重要文化財
- 木造馬頭観音坐像[1][2] - 平安時代末期の作。秘仏で、開帳法要は25年に1度と、12年ごとの午年に修される。